# Vaajakoski

Vaajakoski gamla kraftverk, Vaajakoskikanalen och stadsdelen Naissaari vid älven Vaajavirta

Vaajakoski är en stadsdel i Jyväskylä i Finland. Det ligger sju kilometer från stadscentrum vid den norra ändan av sjön Päijänne. Den gränsar västerut till Jyskä, norrut till Sulunperä och Kaunisharju, västerut till Tölskä och söderut till Haapaniemi. Vaajakoski hade i januari 2012 1 503 invånare. 
Vaajakoski har varit ett viktigt industricentrum sedan sågverk anlades där på 1800-talet. År 1819 etablerade Carl Christian Rosenbröijer (1772–1832) och Bengt Stenius ett sågverk vid älven Vaajavirta. Finska Skog köpte sågverket 1871, och 1886 etablerade Ab T. & J. Salvesen
ett andra sågverk i byn. Sågverken drevs av James Salvesen i mer än fyrtio år. År 1916 köpte kooperativa SOK sågverken och breddade verksamheten till annan produktion. SOK:s Vaajakoski fabriker sysselsatte som mest omkring 2 000 personer. SOK lade ned fabrikationen i början av 1980-talet, varefter fabriksbyggnaderna har använts av småindustrier och andra företag. 

## Bildgalleri

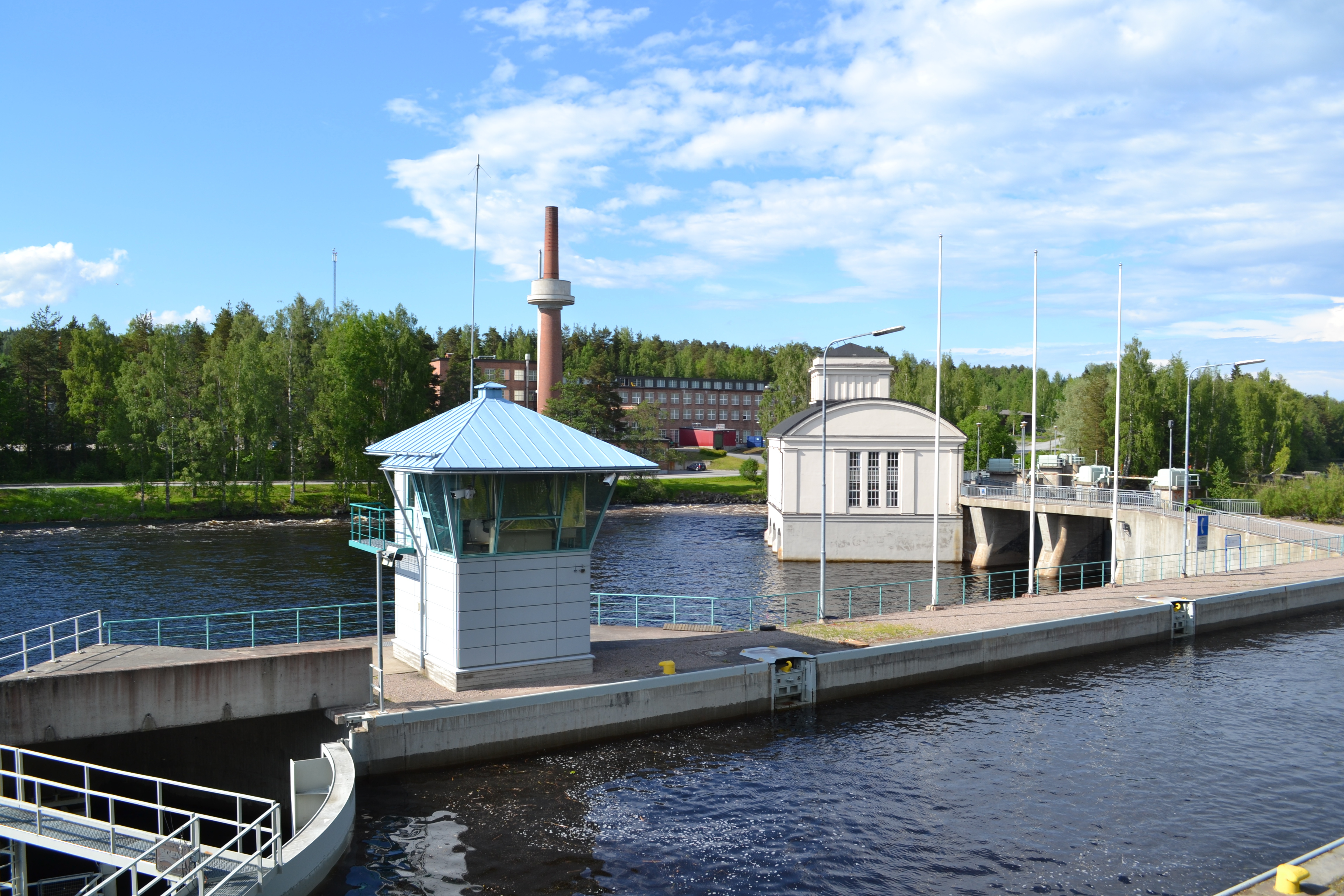
Gamla kraftverket
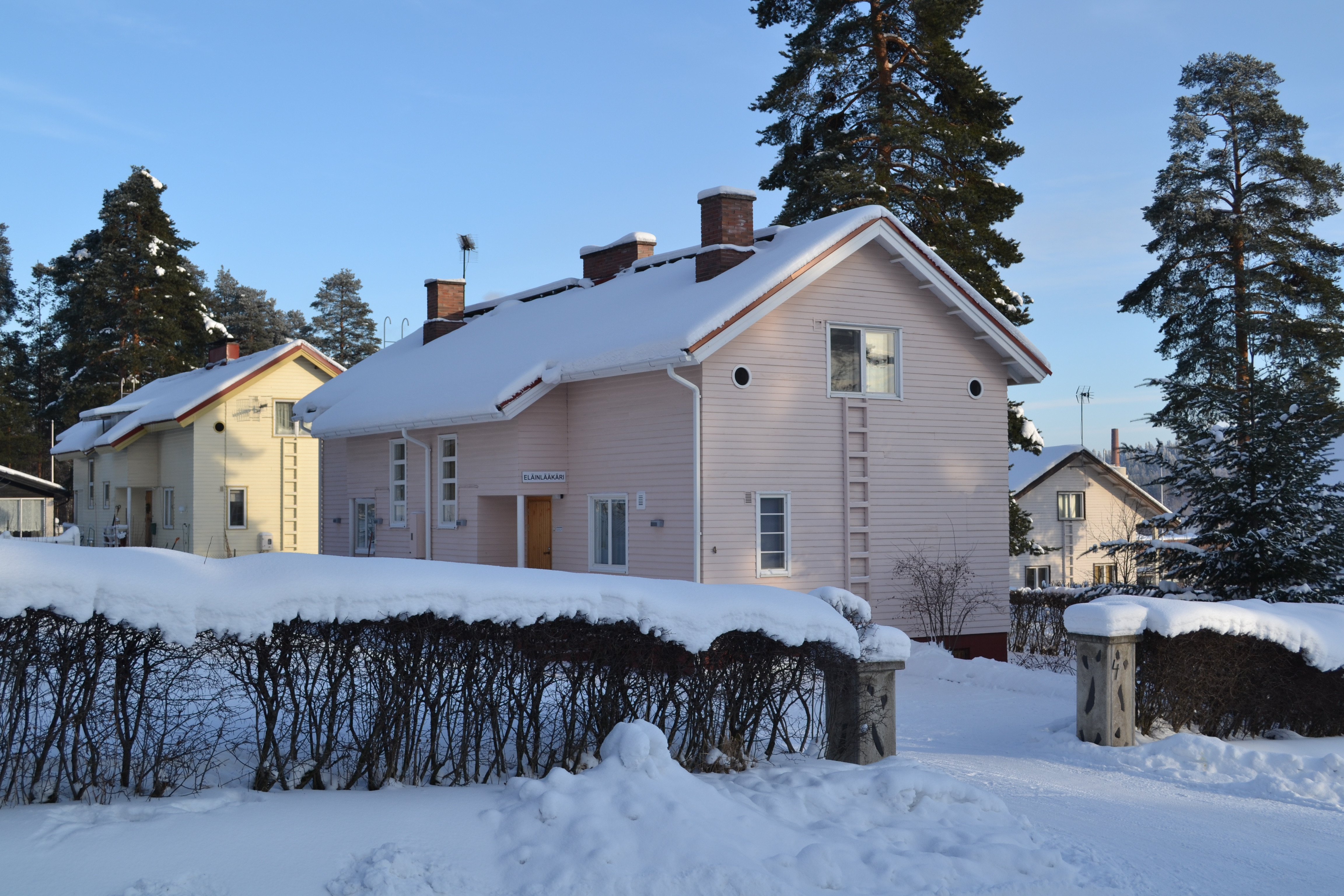
Radhusen Kakaravaara i norra Vaajakoski
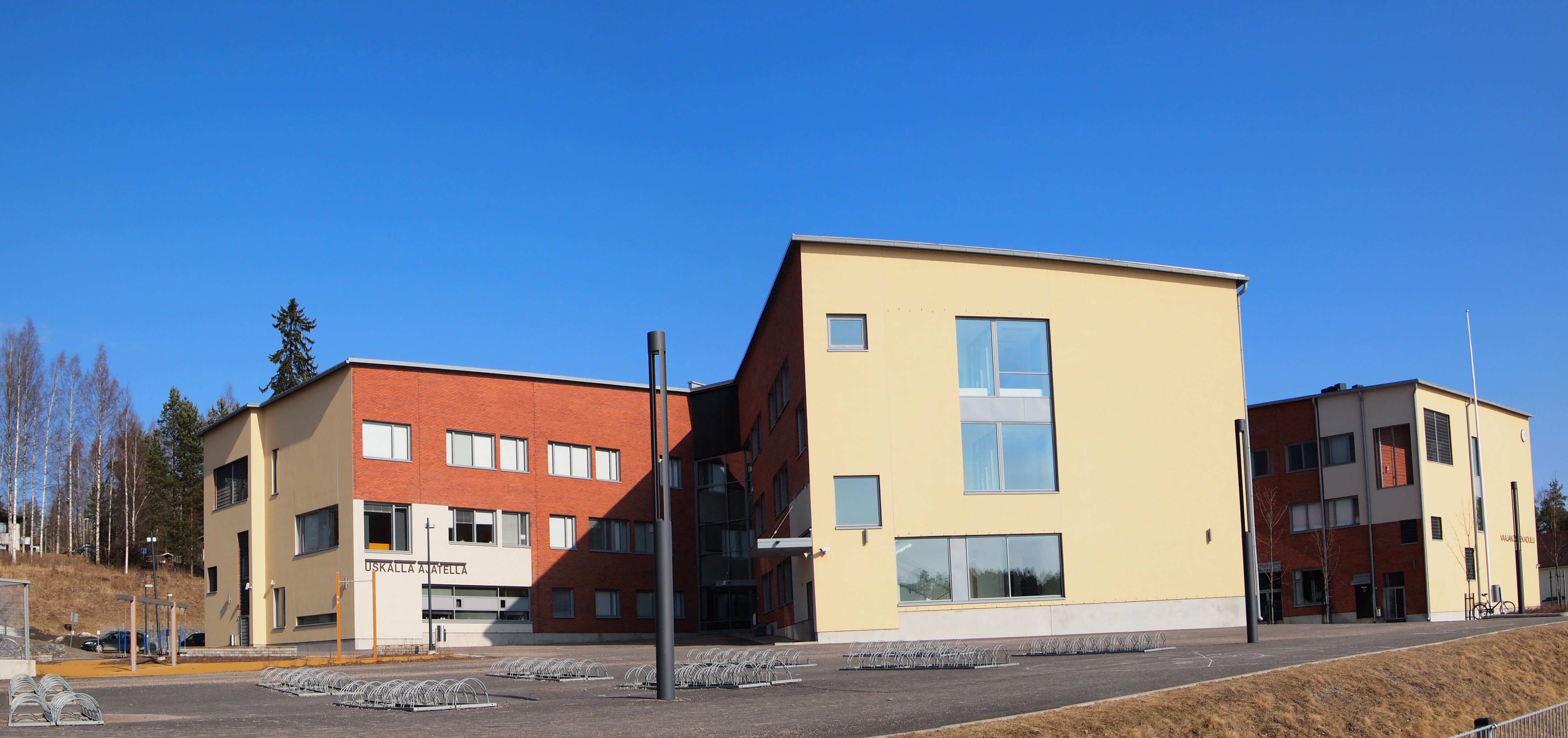
Vaajakoski grundskola
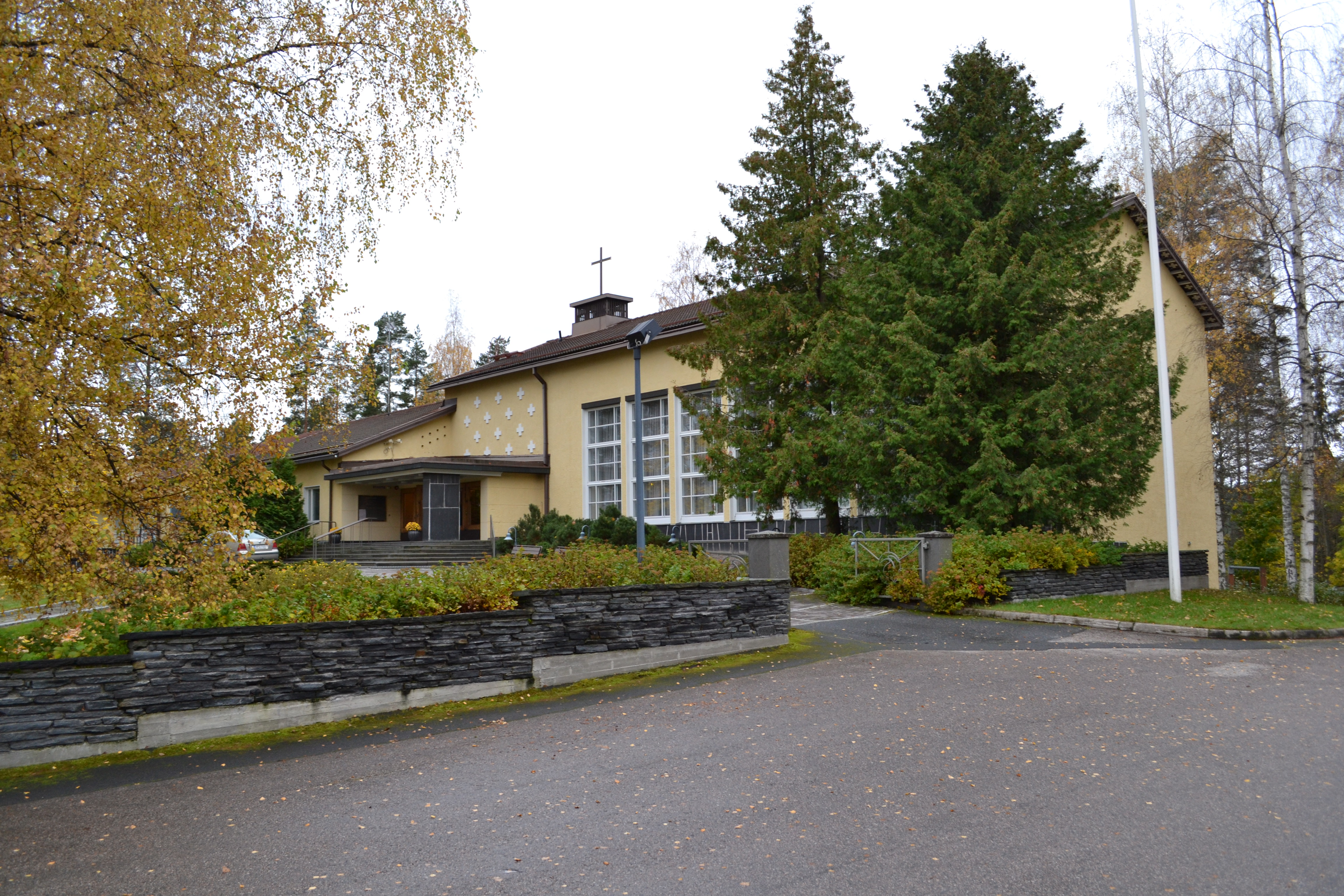
Vaajakoski kyrka
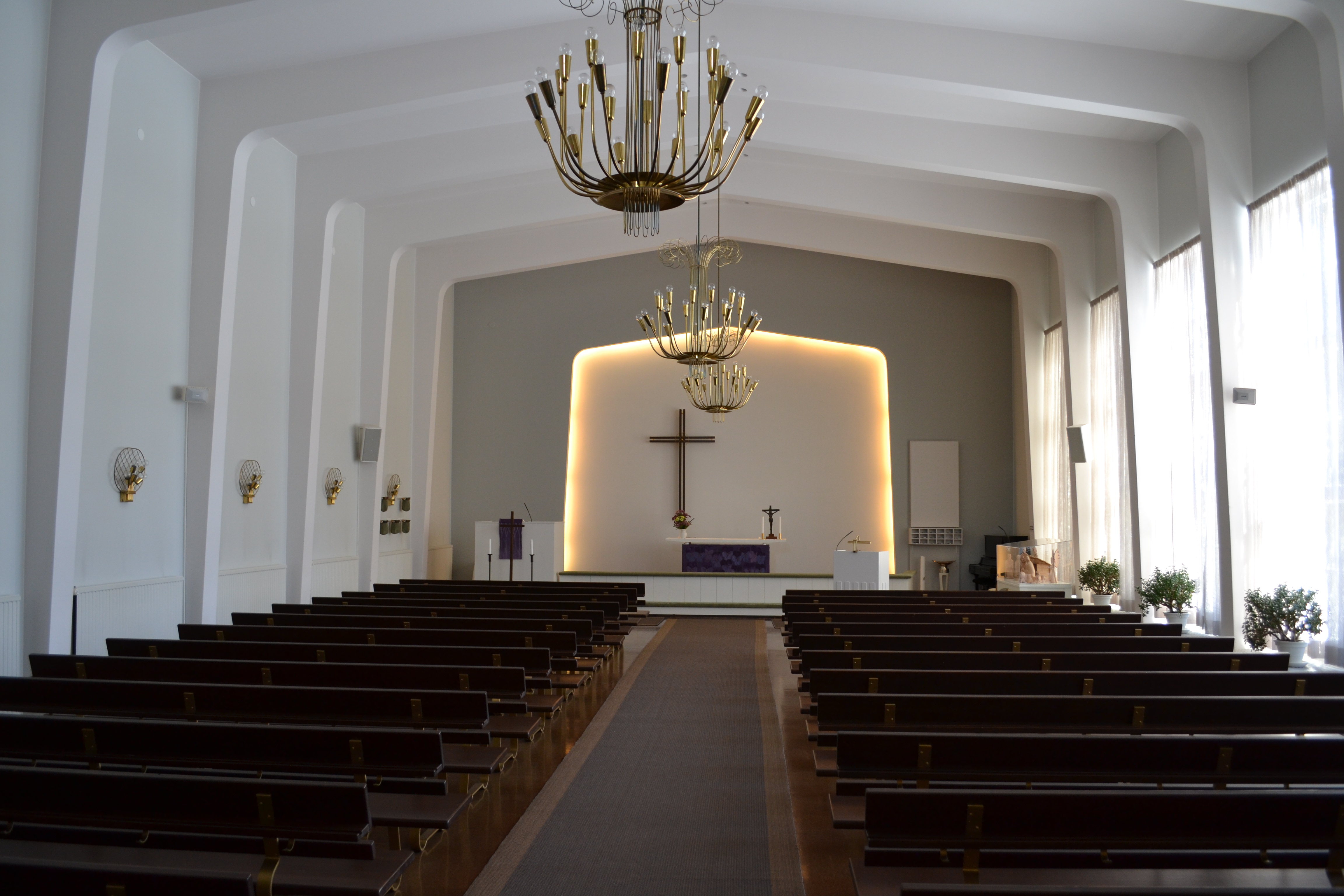
Interiör i Vaajakoski kyrka
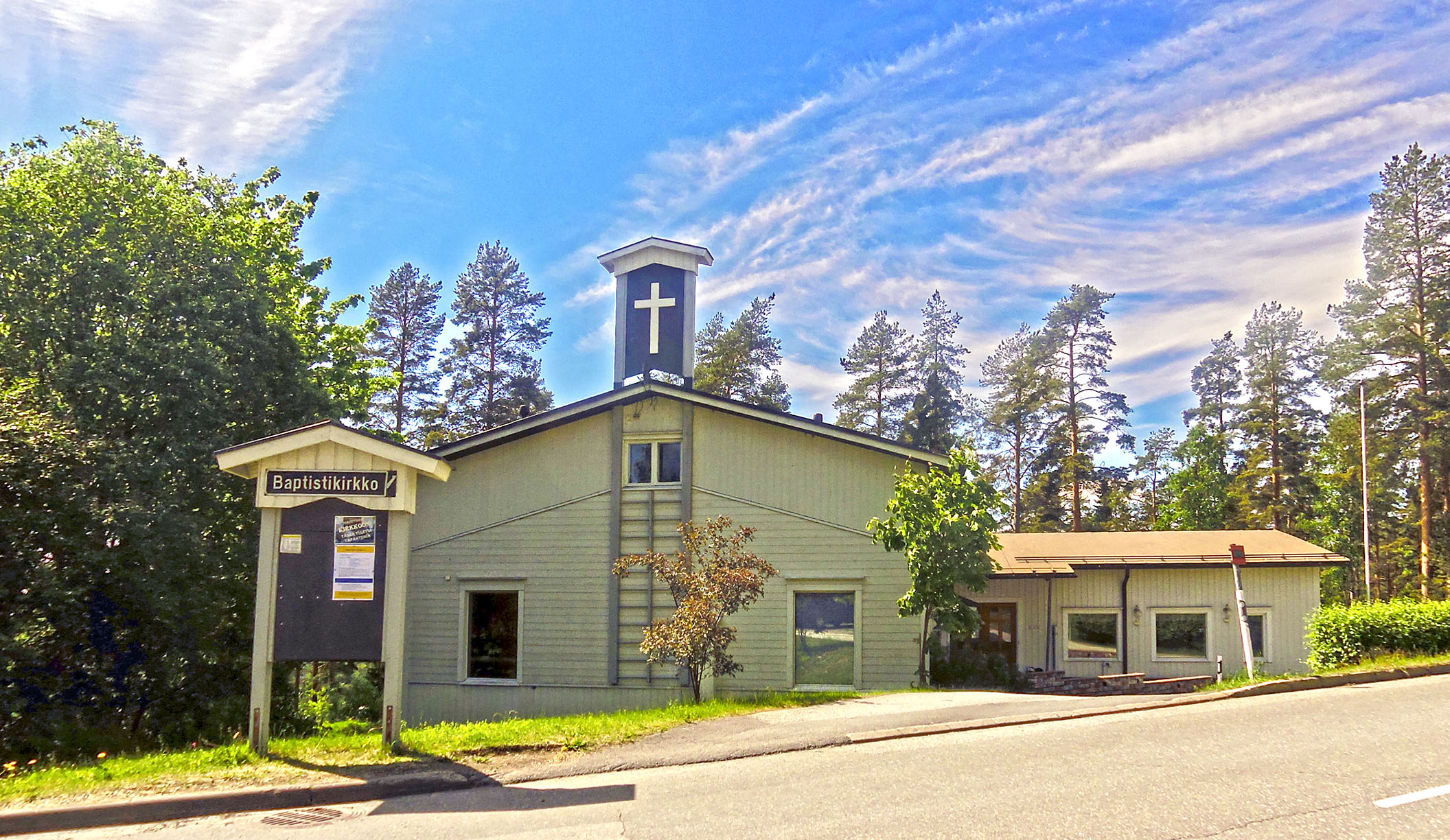
Vaajakoski baptistkyrka
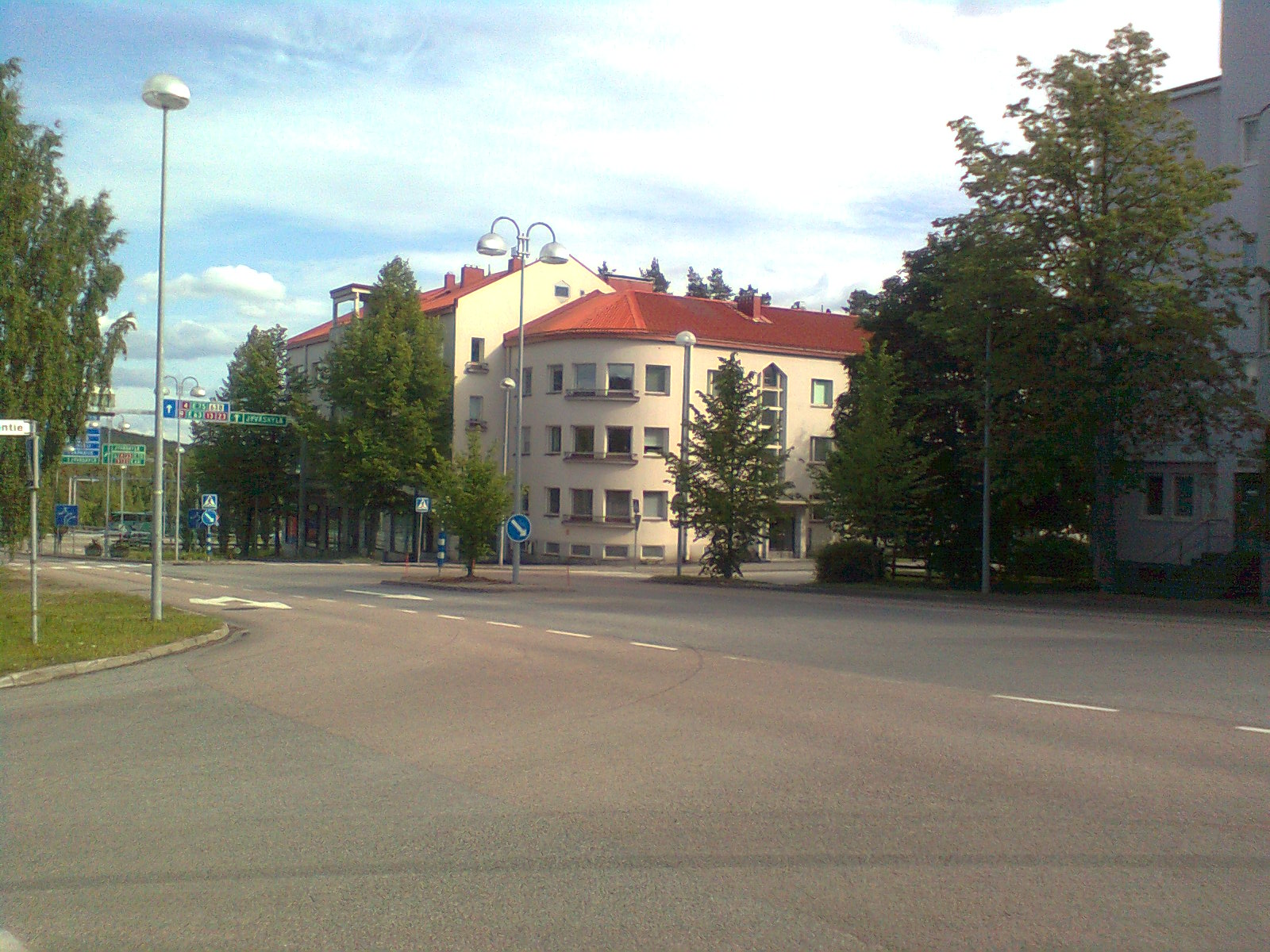
Wesmanninmäki
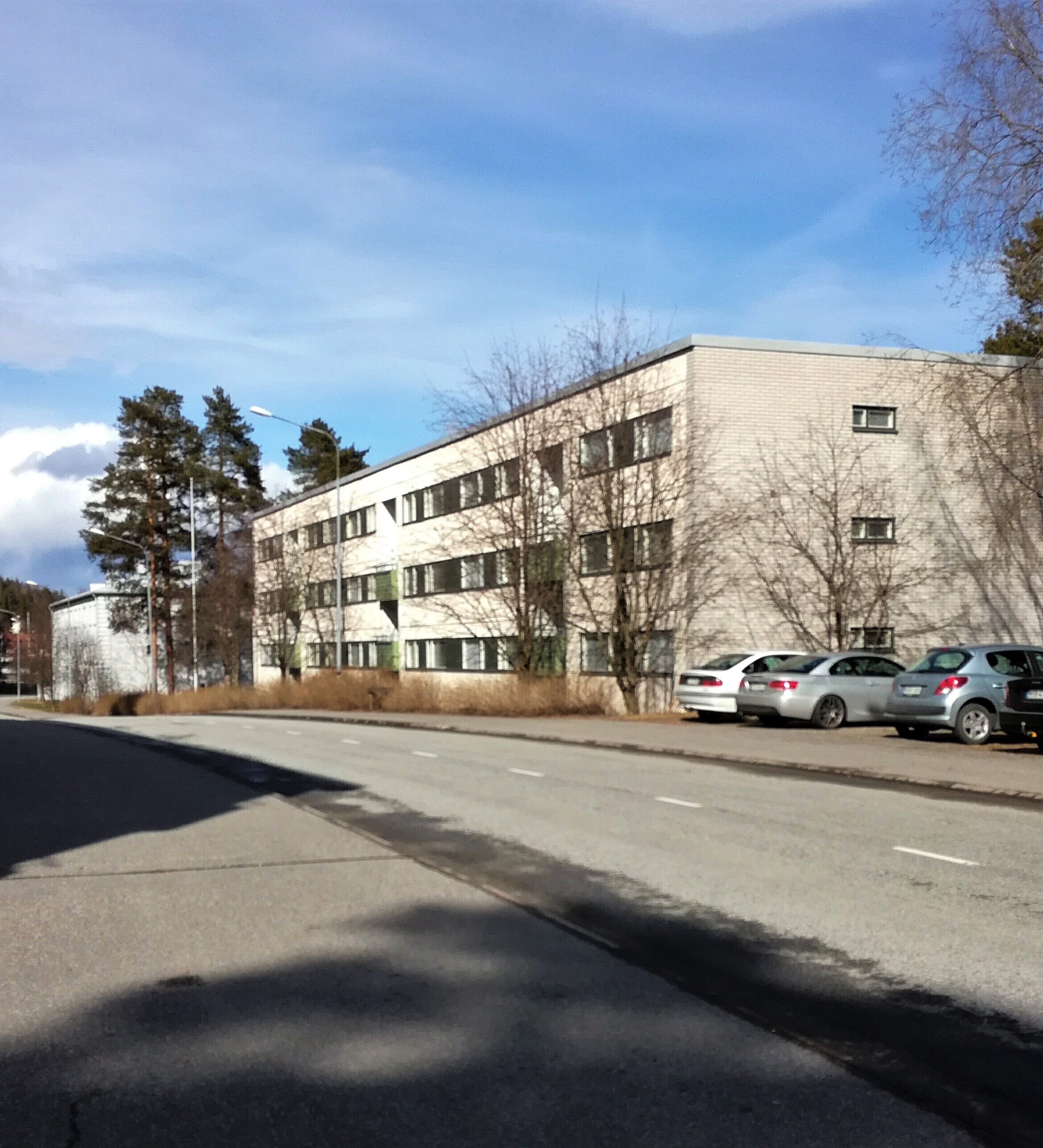
Gatuvy mot Haapatie